# Sigmella connectens
Sigmella connectens är en kackerlacksart som först beskrevs av Hanitsch 1929.  Sigmella connectens ingår i släktet Sigmella och familjen småkackerlackor. Inga underarter finns listade i Catalogue of Life.